# Neoplocaederus obesus
Neoplocaederus obesus là một loài bọ cánh cứng trong họ Cerambycidae.